# Umbro
Umbro este o companie engleză care comercializează diverse articole sportive, în special echipamente de fotbal. Din 2012 este subsidiară a companiei americane Iconix Brand Group.

## Produse
Umbro se concentrează în prezent pe echipamente de fotbal, cum ar fi seturi de uniforme (jerseuri, pantaloni scurți și șosete), mănuși de portar, mingi și boots, în afară de fabricarea altor articole de îmbrăcăminte, cum ar fi tricourile și jachetele.
Până la mijlocul anilor 1980, compania produce numai îmbrăcăminte sportivă, în special tricouri de fotbal, șorturi și șosete, dar nu avea o gamă de încălțăminte. În cele din urmă, în 1985, Umbro a decis să introducă primul model de încălțăminte (boots) de fotbal pe piața braziliană. Acest design, mai ieftin decât produsele existente, precum ale brandului Adidas, s-a dovedit popular și a intrat în producția de masă la nivel internațional doi ani mai târziu. 
În Statele Unite, Umbro a fost proprietarul majoritar (94%) al United Soccer Leagues, organizația mamă a diviziei inferioare de fotbal masculin din America de Nord (nivelurile doi până la patru în piramida americană de fotbal), precum și a ligii feminine de nivelul doi (W-League) și a ligii de tineret (Super Y-League).

## Sponsorizare
Umbro furnizează echipament pentru mai multe cluburi, echipe naționale și sportivi printre care:

### Asociații
- FFA Cup
- Coupe de la Ligue

### Echipe Naționale

#### Africa
- Malawi

#### Europe
- Sápmi

#### North America
- Aruba
- Canada
- El Salvador
- Guatemala
- Jamaica

### Echipe de club

#### Africa
- CR Belouizdad
- MC Alger
- USM El Harrach
- Al Ahly
- Hearts of Oak
- Hassania Agadir
- Baroka
- Cape Town City
- Chippa United
- Free State Stars
- Maritzburg United
- University of Pretoria
- Club Africain
- Espérance de Tunis
- Mufulira Wanderers
- Power Dynamos
- Zanaco
- ZESCO United

#### Asia
- Brisbane Roar
- Central Coast Mariners
- Melbourne Knights
- Académica
- Karketu Dili
- Ponta Leste
- Gamba Osaka
- FC Tokyo
- Warriors FC
- Barito Putera
- PSM Makassar
- Bhayangkara F.C.
- Perak (începând din 2019)
- Pahang (începând din 2019)[4]
- Pachanga Diliman
- Al-Ahli SC
- Seongnam FC
- Bangkok Christian College

#### Europa
- Željezničar Sarajevo
- Ludogorets Razgrad
- Bournemouth
- Everton
- Huddersfield Town
- West Ham United
- Burnley FC
- Blackburn Rovers
- Derby County
- Hull City
- Carlisle United[5]
- Lahti
- Caen
- En Avant de Guingamp
- Stade de Reims
- 1. FC Nürnberg
- FC Schalke 04
- SV Werder Bremen
- Limerick
- St Patrick's Athletic
- Waterford
- PSV Eindhoven
- Glentoran
- Linfield
- Ranheim
- Vålerenga
- CSKA Moscow
- Heart of Midlothian
- Vojvodina
- Zemun
- Mallorca
- Elfsborg

#### North America
- C.S. Herediano
- C.S.D. Municipal
- Club Deportivo Olimpia

#### South America
- Atlético Tucumán
- Newell's Old Boys
- Atlético Paranaense
- Avaí
- Boavista
- Chapecoense
- Cruzeiro
- Grêmio
- Santos
- Colo-Colo  (Din Iulie 2019)
- Independiente Santa Fe
- América de Cali (Din 2019)
- Universidad Católica del Ecuador
- Aucas
- Deportivo Municipal (Din 2019)
- Montevideo Wanderers
- Nacional
- Defensor Sporting

### Athletes
- Matias Cordoba
- Leandro Lino
- Otavio Dutra
- Demerson
- Douglas Packer
- Stéphane Mbia
- Esteban Paredes
- Mauricio Pinilla
- Héctor Urrego
- Antony Otero
- Mario González
- Luis Delgado
- Charles Monsalvo
- Jordy Monroy
- Juan Manuel Leyton
- Wilder Medina
- Sergio Herrera
- Camilo Pérez
- Hugo Alejandro Acosta
- Óscar Rodas
- Dairon Mosquera
- Fausto Obeso
- Jhon Chaverra
- John Breyner Caicedo
- Juan Guillermo Pedroza
- Dean Henderson
- Jacob Butterfield
- Jordan Rossiter
- Michail Antonio
- Doug Reed
- Olivier Blondel
- Mody Traoré
- Olivier Sorin
- Kevin Ramirez
- Shoaib Akhtar
- Sohail Khan
- Arthur Irawan
- Fadhil Sausu
- Sandi Sute
- Hamka Hamzah
- Ismed Sofyan
- Titus Bonai
- Paulo Sitanggang
- Dirga Lasut
- Hamka Hamzah
- Richard Keogh
- Wes Hoolahan
- Yasuhito Endō
- Yoo Jae Hoon
- Renato Tapia
- Edison Flores
- Pepe
- Vladimir Vujović
- Mišo Brečko
- Ebrahim Seedat
- Judas Moseamedi
- Kamogelo Mogotlane
- Biel Company
- Irazusta
- Ashlyn Harris
- Mikkel Diskerud
- Jeb Brovsky
- Cuthbert Malajila

### Handball
- Norvegia

### Curling
- Norvegia
- Regatul Unit

### Volleyball
- Associação Social e Esportiva Sada
- Olympiacos

## Legături externe
- Site oficial